# Mesochorus stubaianus
Mesochorus stubaianus là một loài tò vò trong họ Ichneumonidae.